# Pyoderma gangraenosum

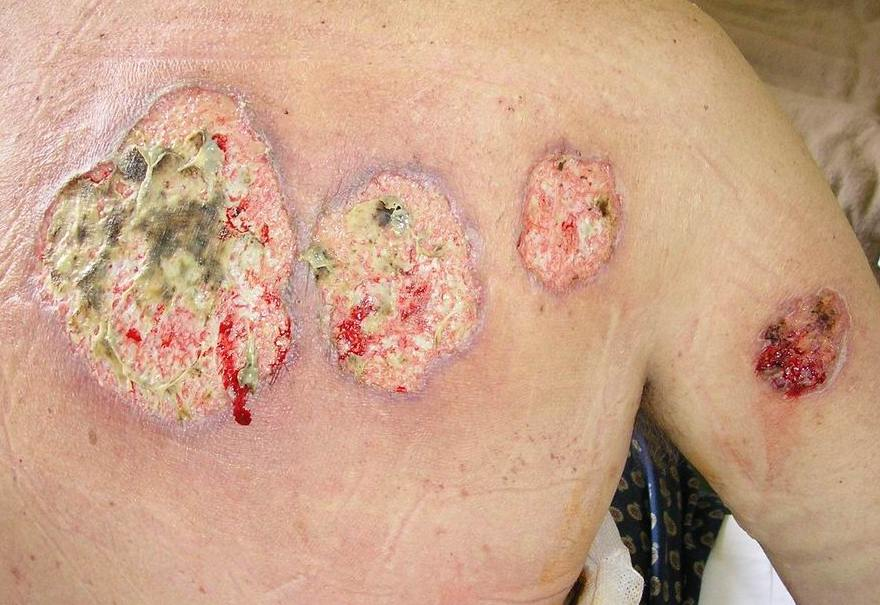
Pyoderma gangraenosum auf dem Rücken eines Patienten.

Das Pyoderma gangraenosum, auch Dermatitis ulcerosa genannt, ist eine schmerzhafte Erkrankung der Haut, bei der es großflächig, in der Regel an einer Stelle, zu einer Geschwürbildung (Ulzeration oder Ulkus) und zu einem Absterben (Gangrän) der Haut kommt.
Die Erkrankung wird nicht durch eine Infektion verursacht, weshalb die Behandlung mit Antibiotika wirkungslos ist, sondern wahrscheinlich durch eine überschießende Reaktion des Immunsystems (Autoimmunerkrankung). Dabei kommt es zu einer Neutrophilenaktivierung, welche nicht durch Gewebe-Proteinaseinhibitoren ausreichend reguliert wird. Sie wird daher auch mit Immunsuppressiva, wie beispielsweise Glucocorticoiden, oder Cyclosporin A, behandelt, die das Immunsystem unterdrücken.
Das Pyoderma gangraenosum tritt teilweise im Rahmen anderer vorbestehender Erkrankungen auf, beispielsweise bei Morbus Crohn, Colitis ulcerosa, rheumatischen Erkrankungen wie Rheumatoider Arthritis und Vaskulitiden, Leukämien oder chronischer Leberentzündung (Hepatitis). Außerdem kann ein Pyoderma gangraenosum nach Hautverletzungen in Erscheinung treten oder zur gangränösen Transformation von Operationswunden führen, so dass diese durch starke Immunsuppressiva behandelt werden müssen.
Kontraindiziert sind iodhaltige Medikamente.
Während die Krankheit sich in vielen Fällen langsam entwickelt, kann es zu massiven Ausbrüchen kommen, welche auch Amputationen erforderlich machen können.
Das Pyoderma gangraenosum kann grundsätzlich an jeder Stelle der Haut auftreten. Am häufigsten sind die Vorderseiten der Beine betroffen. In seltenen Fällen wurde auch eine Beteiligung der inneren Organe beobachtet.

## Therapie
Die Behandlung ist lokal mit nichthaftenden Wundauflagen und granulationsfördernden Wundverbänden möglich. Regelmäßige Kürettagen der Wunde fördern die Wundheilung. Operative Maßnahmen, wie beispielsweise eine Abtragung der Nekrosen (Wunddebridement) gelten als kontraindiziert, da sie zu einer Verschlechterung der Läsionen führen können (Pathergiephänomen).
Systemisch sind gute Ergebnisse durch Anwendung von Immunsuppressiva zu erzielen. Dazu werden vor allem Glucocorticoide, hochdosiert in Verbindung/Abfolge mit Zytostatika wie Cyclophosphamid und Azathioprin, verabreicht. Zu beachten ist, dass bei alleiniger Therapie mit Glucocorticoiden nach dem Absetzen der Medikation ein Rezidiv auftreten kann.
Extern werden bei leichten Erkrankungen Bäder mit Chlorhexidin und Kochsalz empfohlen. Bei schwereren Verlaufsformen können feuchte Umschläge mit Ethacridinlactat  erfolgen. Kleinere Wunden können mit Solutio Methylrosanilini (Gentianaviolett) betupft werden, um die Bakterienbesiedelung zu verringern.
Die Patienten können und sollen sich ansonsten so normal wie möglich bewegen. Regelmäßige Spaziergänge sollen den Lymphfluss fördern und helfen Schwellungen abzubauen. Patienten berichten, dass durch regelmäßige Bewegung die Schmerzen nachlassen. Schmerzen sollten durch die Gabe von Analgetika gelindert werden.
Als ergänzende Maßnahme zu anderen Therapieoptionen kann die hyperbare Sauerstofftherapie eingesetzt werden. Es wurden auch Fälle beschrieben, in denen es unter hyperbarer Sauerstofftherapie zum Rückgang der Erkrankung kam, nachdem eine systemische immunsuppressive Therapie keine ausreichende Wirkung zeigte.

## Differentialdiagnose
Als Differentialdiagnose zu Pyoderma gangraenosum sind folgende Krankheiten abzuklären:
- Buruli-Ulkus
- Hauttuberkulose
- Erythema induratum Bazin
- Erysipel
- Leishmaniose
- Lues III
- Ulcus cruris
- Nekrotisierende Fasziitis
- Ulcus hypertonicum Martorell